# Reales Tribunales de Justicia
Los Reales Tribunales de Justicia (en inglés: Royal Courts of Justice), es el edificio de Londres que alberga al Tribunal de Apelación de Inglaterra y Gales y al Alto Tribunal de Justicia de Inglaterra y Gales. Las salas de tribunales están abiertas al público aunque hay restricciones dependiendo de la naturaleza de los juicios que se estén llevando a cabo.
El edificio es una gran estructura de piedra gris de estilo gótico victoriano y fue diseñado por George Edmund Street, un abogado que se convirtió en arquitecto. Fue construido en la década de 1870. Los Reales Tribunales de Justicia fueron abiertos por la reina Victoria en diciembre de 1882. Se encuentran en Strand, en la Ciudad de Westminster, cerca de la City de Londres y Camden. Está rodeado de los cuatro Inns of Court (Asociaciones de abogados) y de la London School of Economics. Las estaciones de metro más cercanas son Chancery Lane y Temple.
Aquellos que no poseen de asistencia legal reciben asistencia dentro del edificio de los tribunales. La Oficina de Consejo al Ciudadano tiene una pequeña sucursal en el recibidor principal del edificio donde hay abogados que dan consejo gratuitamente. Por lo general siempre hay cola para recibir este servicio. También hay una Unidad de Apoyo Personal donde los litigantes en persona pueden recibir apoyo emocional e información práctica sobre lo que está pasando en el juicio.
El Tribunal Penal Central, popularmente conocido como Old Bailey, está situado a 800 metros al este. No tiene ninguna otra conexión con los Reales Tribunales de Justicia.

## Historia y arquitectura
Los 11 arquitectos que pugnaban por conseguir el contrato de construcción de los tribunales presentaron diferentes diseños con vistas a un posible emplazamiento del edificio en el Embankment. La sede actual se eligió después de mucho debate.
Finalmente en 1868 se decidió que sería George Edmund Street el único arquitecto de los Reales Tribunales de Justicia y que sería él quien diseñaría todo el edificio desde los cimientos hasta los pináculos. El edificio se comenzó en 1873.
Hubo una huelga de canteros que amenazó con extenderse a otros sectores y causó el paro de los trabajos. Como consecuencia de ello, se trajo mano de obra extranjera, en su mayoría alemanes. Esto hizo que aumentara la hostilidad de los huelguistas y los nuevos trabajadores tuvieron que comer y dormir en el edificio. Sin embargo, estas disputas finalmente se solucionaron y el edificio tardó ocho años en ser construido y fue oficialmente abierto por la Reina Victoria el 4 de diciembre de 1882. Street murió antes de que se terminara el edificio.
El Parlamento pagó 1.453.000 libras por los 24.000 metros cuadrados sobre los cuales se construyeron los juzgados, tras la demolición de 450 casas. Hasta 700.000 libras del coste del edificio se pagaron con dinero acumulado de fincas de sucesión intestada. El trabajo en roble y los accesorios del tribunal costaron 70.000 libras, y con la decoración y amueblado el coste final llegó 1.000.000 de libras.
Las dimensiones del edificio (redondeando) son: 140 m de este a oeste; 140 m de norte a sur; y 75 m desde el nivel del Strand hasta la punta del fleche.
Entrando por las puertas principales desde el Strand se pasa bajo dos pórticos minuciosamente tallados con puertas de hierro. El pórtico externo tiene talladas las cabezas de los jueces y abogados más importantes. Sobre el punto más alto del arco superior hay una figura de Jesús; a la izquierda y derecha en un nivel inferior están las figuras de Salomón y Alfredo el Grande; la de Moisés está en la fachada norte del edificio. También en esta fachada, sobre la entrada de los Jueces hay un gato de piedra y un perro que representan a las partes que luchan en un juicio.
En cada lado hay puertas que conducen a las distintas salas de juicios, sí como a la sala del jurado y de los testigos, desde las que salen escaleras separadas que les conducen a su lugar en la sala de juicios. Durante la década de 1960, las salas del jurado de la planta baja se convirtieron en salas se juicios. A cada final del recibidor hay dos hermosas galerías de mármol desde las cuales se puede ver el Hall principal.
Las paredes y los techos están cubiertos de roble que en la mayoría de los casos está cuidadosamente tallado. En la sala 4, la sala del Lord Chief Justice, hay un escudo de armas real elaborado en madera. Cada sala tiene un interior único, y están diseñadas por diferentes arquitectos.
Hay, además de Salas de espera, varias salas de Arbitraje y Consulta junto con Salas de Togas para abogados.